# Obrigheim, Bad Dürkheim
Obrigheim là một đô thị thuộc huyện Bad Dürkheim, trong bang Rheinland-Pfalz, phía tây nước Đức. Đô thị Obrigheim, Bad Dürkheim có diện tích 10,81 km², dân số thời điểm ngày 31 tháng 12 năm 2006 là 2785 người.